# Ruben Zadkovich
Ruben Zadkovich (* 23. Mai 1986 in Sydney) ist ein australischer Fußballtrainer und ehemaliger Fußballspieler.

## Vereinskarriere
Zadkovich verließ Australien 2004 und wurde in die Jugendabteilung des englischen Klubs Queens Park Rangers aufgenommen. Im März 2005 wechselte er ablösefrei zum Viertligisten Notts County und konnte bei seinem Ligadebüt ein Tor erzielen. Acht Monate später verließ er Notts County und kehrte nach Australien zurück, wo er Anfang 2006 vom Sydney FC einen Kurzzeitvertrag erhielt und sich direkt in die Mannschaft spielen konnte. Er gewann mit dem Klub das erste Grand Final der neugeschaffenen A-League gegen die Central Coast Mariners mit 1:0. Im Anschluss an diese Saison erhielt Zadkovich einen Zwei-Jahres-Vertrag bei Sydney.
Zur Saison 2008/09 wechselte Zadkovich erneut nach England und unterzeichnete beim Zweitligisten Derby County einen Zwei-Jahres-Vertrag. Dort kam er in seiner ersten Saison als Ergänzungsspieler zu sieben Einsätzen, nachdem er zur folgenden Saison verletzt von den Olympischen Spielen zurückgekehrt war, schaffte er den Sprung in den Kader nicht mehr und sein Vertrag wurde schließlich im Januar 2010 aufgelöst.
Daraufhin kehrte Zadkovich nach Australien zurück und erhielt beim A-League-Klub Newcastle United Jets zur Saison 2010/11 einen Drei-Jahres-Vertrag. Er blieb bis 2014 als Stammkraft im Mittelfeld. Anschließend wechselte er zu Perth Glory.

## Nationalmannschaft
Zadkovich nahm mit der australischen U-20-Nationalmannschaft an der Junioren-WM 2005 in den Niederlanden teil und kam beim Vorrundenaus zu zwei Einsätzen. Mit der australischen Olympiaauswahl qualifizierte er sich für das olympische Turnier 2008 in China und wurde im Juli in das endgültige Aufgebot berufen. Er erzielte den einzigen Turniertreffer Australiens beim 1:1-Unentschieden gegen Serbien.
Im Juni 2008 debütierte Zadkovich als rechter Außenverteidiger im WM-Qualifikationsspiel gegen China in der australischen A-Nationalmannschaft. Zadkovich verschuldete bei der 0:1-Niederlage einen Strafstoß, der aber ungenutzt blieb.